# Testologia semiotica
La testologia semiotica rappresenta un nuovo quadro teorico, sviluppatosi a partire dal 1990 circa, e rappresenta l'ultima versione della teoria di János S. Petöfi.
Essa è un paradigma più potente, più ampio e complesso sia della "teoria del testo" che della "semiotica del testo", in quanto ha come scopo l'interpretazione dei comunicati multimediali con (equi) dominanza verbale prodotti o recepiti in diverse situazioni comunicative.
Questa disciplina tratta i comunicati come complessi segnici e l'interpretazione come analisi e descrizione dell'architettonica formale e dell'architettonicha semantica dei comunicati.
La ricerca testuale ha portato profondi cambiamenti sui settori della ricerca scientifica, come ad esempio, la linguistica, la sociologia, l'etnolinguistica, l'antropologia culturale, l'intelligenza artificiale, le scienze cognitive, lo studio dei media, la didattica, ecc.

## Cosa fa la ricerca testologica
La testologia semiotica parte dal presupposto che i testi/discorsi siano un fenomeno semantico-pragmatico. Essa, per non effettuare interpretazioni non ambigue, ha costruito un metalinguaggio, ovvero un linguaggio canonico.